# Blandin
Blandin é uma comuna francesa na região administrativa de Auvérnia-Ródano-Alpes, no departamento de Isère. Estende-se por uma área de 4,26 km². Em 2010 a comuna tinha 151 habitantes (densidade: 35,4 hab./km²).